# داني فوستر
داني فوستر (بالإنجليزية: Danny Foster)‏ (23 سبتمبر 1984 بمنطقة أنفيلد في المملكة المتحدة - ) هو لاعب كرة قدم بريطاني في مركز الدفاع. شارك مع منتخب إنجلترا تحت 16 سنة لكرة القدم ومنتخب إنجلترا تحت 18 سنة لكرة القدم ومنتخب إنجلترا لكرة القدم C ‏. أما مع النوادي، فقد لعب مع توتنهام هوتسبير ونادي برينتفورد وداغنهام وريدبريدج وويكمب وندررز.

## وصلات خارجية
- داني فوستر على موقع قاعدة بيانات كرة القدم.إي يو (الإنجليزية)
- داني فوستر على موقع Soccerbase.com (لاعب) (الإنجليزية)